# ヴィエンチャン県
ヴィエンチャン県（ヴィエンチャンけん）はラオス・中部の県の一つ。

## 歴史
1989年現在の首都であるヴィエンチャン市を抱えるヴィエンチャン都と分離し、成立した。そのためヴィエンチャン県は首都ではない。
2008年に県庁所在地がポーンホーン郡からヴィエンカム郡に移った。

## 地理
ラオスの桂林として旅行者に有名な景勝地であるヴァンヴィエンやナムグムダムで有名なナムグム人造湖も同県に帰属する。

## 行政区分
- 10-06 フアン郡（ベトナム語版）(Feuang, ເຟືອງ)
- 10-09 ヒンフープ郡（ベトナム語版）(Hinherb, ຫີນເຫີບ)
- 10-11 ホーム郡(Hom, ໝື່ນ)[1]
- 10-04 カーシー郡（ラーオ語版）(Kasy, ກາສີ)
- 10-03 ケーオウドム郡(Keo Oudom, ແກ້ວອຸດົມ)
- 10-08 メート郡(Mad, ແມດ)
- 10-01 ポーンホーン郡（ラーオ語版）(Phonhong, ໂພນໂຮງ)
- 10-02 トゥラコム郡（ベトナム語版）(Thoulakhom, ທຸລະຄົມ)
- 10-05 ワンウィエン郡（ベトナム語版）(Vangvieng, ວັງວຽງ)
- 10-10 ヴィエンカム郡（ベトナム語版）(Viengkham, ວຽງຄຳ)
- 10-12 サイソムブーン郡(Xaisomboun, ໄຊສົມບູນ)[2][3][4]
- 10-07 サナカーム郡（ベトナム語版）(Xanakharm, ຊະນະຄາມ)
- 10-13 ムーン郡(Meun, ຮົ່ມ)